# Oxymetopon compressus
Oxymetopon compressus är en fiskart som beskrevs av Chan, 1966. Oxymetopon compressus ingår i släktet Oxymetopon och familjen Ptereleotridae. Inga underarter finns listade i Catalogue of Life.